# 제관
제관(帝冠, imperial crown)은 황제의 지위를 나타내는 관이다.
| 국가                       | 그림      | 그림          | 이름              | 비고          |
| 국가                       | 유물 사진 | 양식화된 그림 | 이름              | 비고          |
| -------------------------- | --------- | ------------- | ----------------- | ------------- |
| 신성 로마 제국             |           |               |                   | 전기의 형태   |
| 신성 로마 제국             |           |               |                   | 후기의 형태   |
| 러시아 제국                |           |               | 러시아의 제관     |               |
| 러시아 제국                |           |               | 안나 여제의 관    |               |
| 오스트리아 제국            |           |               | 오스트리아의 제관 |               |
| 에티오피아 제국            |           |               |                   |               |
| 이란 카자르 왕조           |           |               | 키아니 관         |               |
| 이란 팔라비 왕조           |           |               | 팔라비 관         |               |
| 프랑스 제1제국             |           |               | 나폴레옹 1세의 관 |               |
| 프랑스 제2제국             |           |               | 나폴레옹 3세의 관 | 1871년 파괴됨 |
| 브라질 제국                |           |               | 페드루 2세의 관   |               |
| 틀:나라자료 멕시코 제1제국 |           |               |                   |               |
| 틀:나라자료 멕시코 제2제국 |           |               | 멕시코의 제관     |               |
| 독일 제국                  |           |               | 독일 황제 평상관  |               |
| 대영제국- 인도 제국        |           |               | 인도의 제관       |               |
|                            |           |               |                   |               |

## 같이 보기
- 왕관